# 三浦虎次郎
三浦 虎次郎（みうら とらじろう、1875年（明治8年）12月23日 - 1894年（明治27年）9月17日）は、日本の海軍軍人。最終階級は海軍三等水兵。『勇敢なる水兵』のモデル。

## 生涯
佐賀県佐賀郡東与賀村(現在の佐賀市)出身。父は三浦愛吉。1892年（明治25年）3月、五等水兵として佐世保海兵団に入団。「満珠」に乗組み訓練を受けた。翌年8月四等水兵に昇進し、佐世保水雷隊攻撃部に配属される。1894年（明治27年）1月、「松島」乗組みとなり、6月三等水兵に昇進。日清戦争を迎え、連合艦隊旗艦となった「松島」の下甲板前部弾庫員として、黄海海戦に参戦。「鎮遠」から発射された30.5センチ砲弾が「松島」に命中し、三浦は戦死した。
死後、三十五回忌の命日に地元東与賀の村長や、佐賀毎夕新聞（後の佐賀新聞）社長中尾都昭らの寄付により顕彰碑が建立された。しかし、終戦後に進駐軍より取り壊しが命令され、村は拒んだものの碑文を削ることで決着した。その後10数年そのままであったが、1961年に東与賀村長碇壮次らの呼びかけにより寄付を募り復元されている。

## 勇敢なる水兵
三浦は死の直前、通りかかった「松島」副長・向山慎吉少佐に次のように問いかけた。「まだ定遠は沈みませんか」。向山から「定遠」が戦闘不能に陥った旨を聞くと、三浦は息が絶えた。戦闘終了後、「松島」は佐世保へ帰還したが、向山は立ち寄った本屋でこの経緯を語った。本屋の主人は新聞社の嘱託通信員であり、この水兵の死が新聞で報道された。記事を読んだ歌人・佐佐木信綱は一夜にして詞を書き上げ、奥好義が作曲した軍歌・『勇敢なる水兵』が創作された。
<勇敢なる水兵 一部引用>